# Restaurang

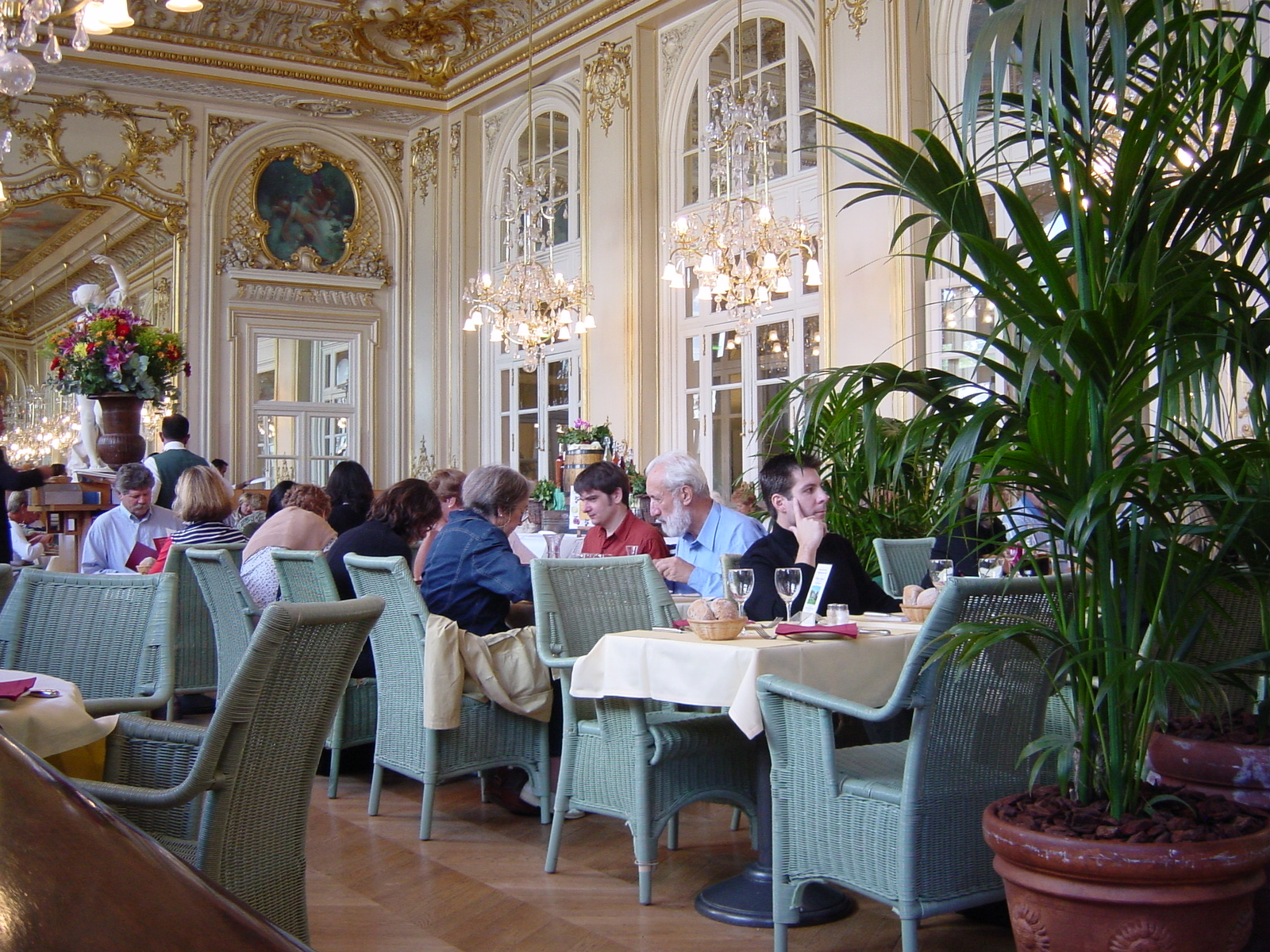
Restaurangen i Musée d'Orsay.

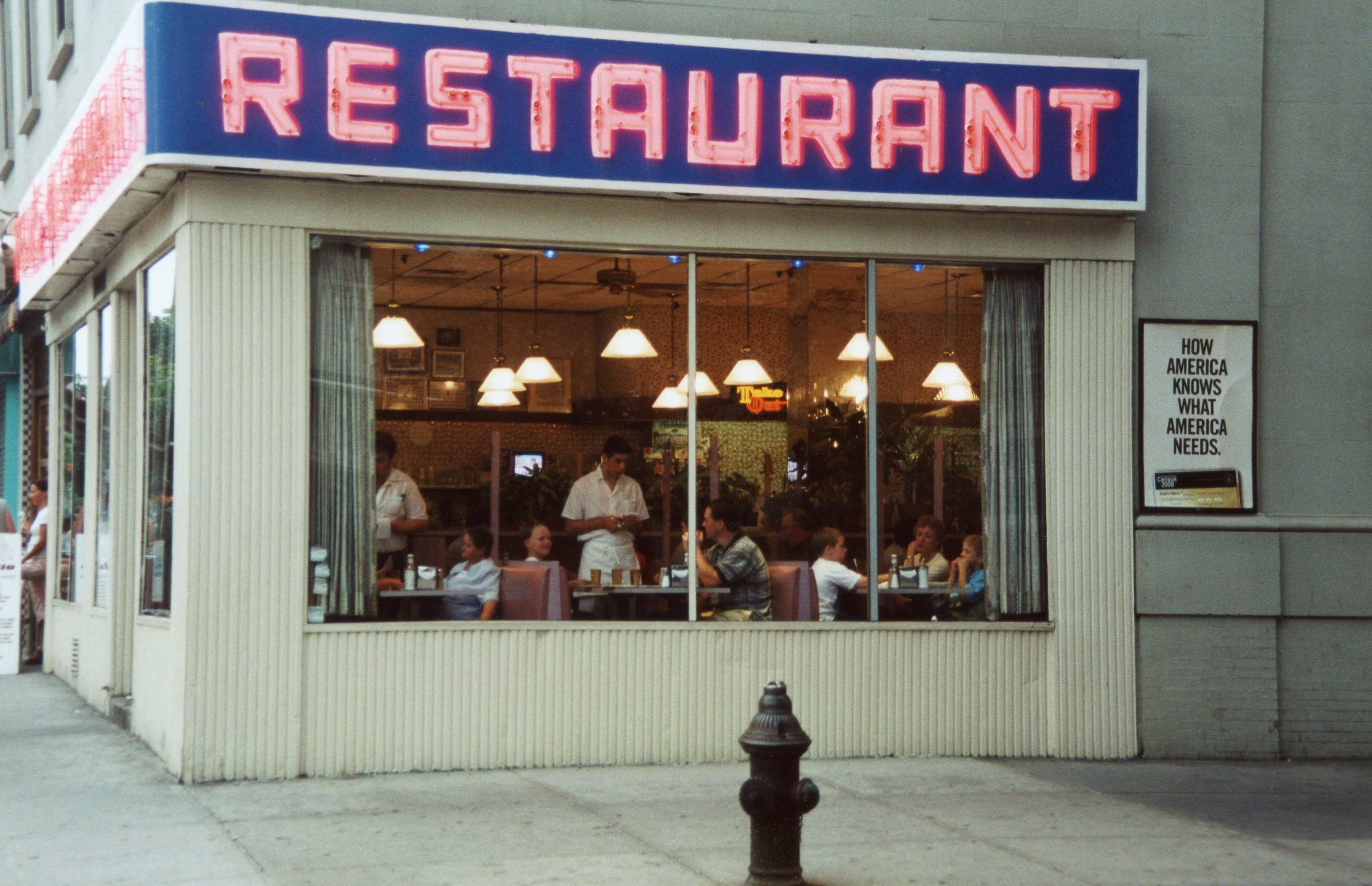
Tom's Restaurant i New York, känd från TV-serien Seinfeld. Det är också den restaurang som inspirerade artisten Suzanne Vega att 1980 skriva låten Tom's Diner.

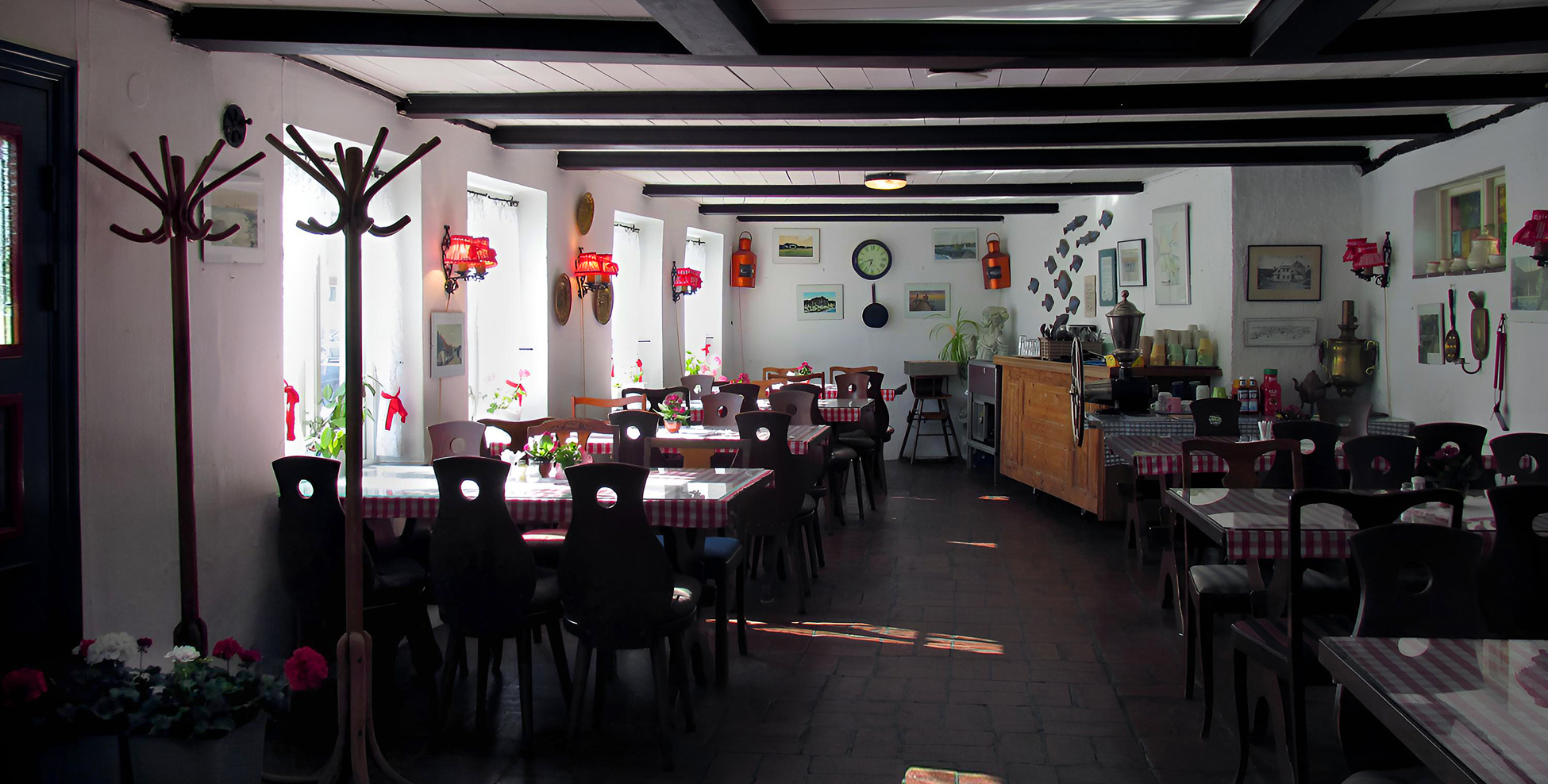
Interiör av Pilgrändens Wärdshus i Ystad 2016.

En restaurang eller restaurant (ålderdomligt, i Svenska Akademiens ordlista finns endast stavningen "restaurang"), i särskilt uppsvenskt talspråk förekommer även uttalet resturang, är en offentlig lokal där mat och dryck serveras mot betalning och kan ätas på plats (eller i vissa fall beställas hem).
Restauration är en benämning företrädesvis om servering av måltider och förfriskningar på annan plats eller i annan lokal än en vanlig restaurang, till exempel på båtar.
Restauratör kallas den som driver eller förestår en restaurang.

## Etymologi

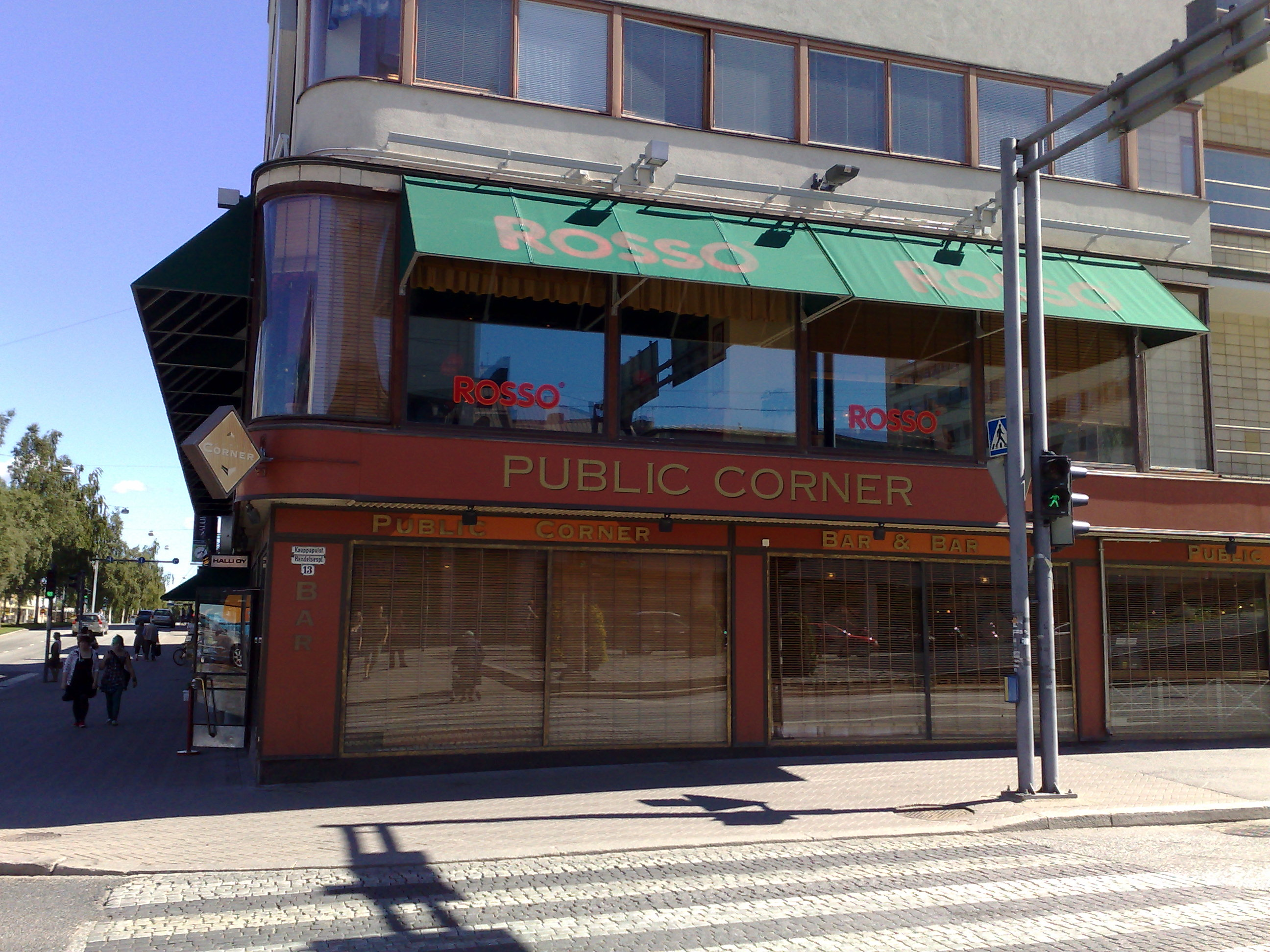
Rosso restaurang i Vasa.

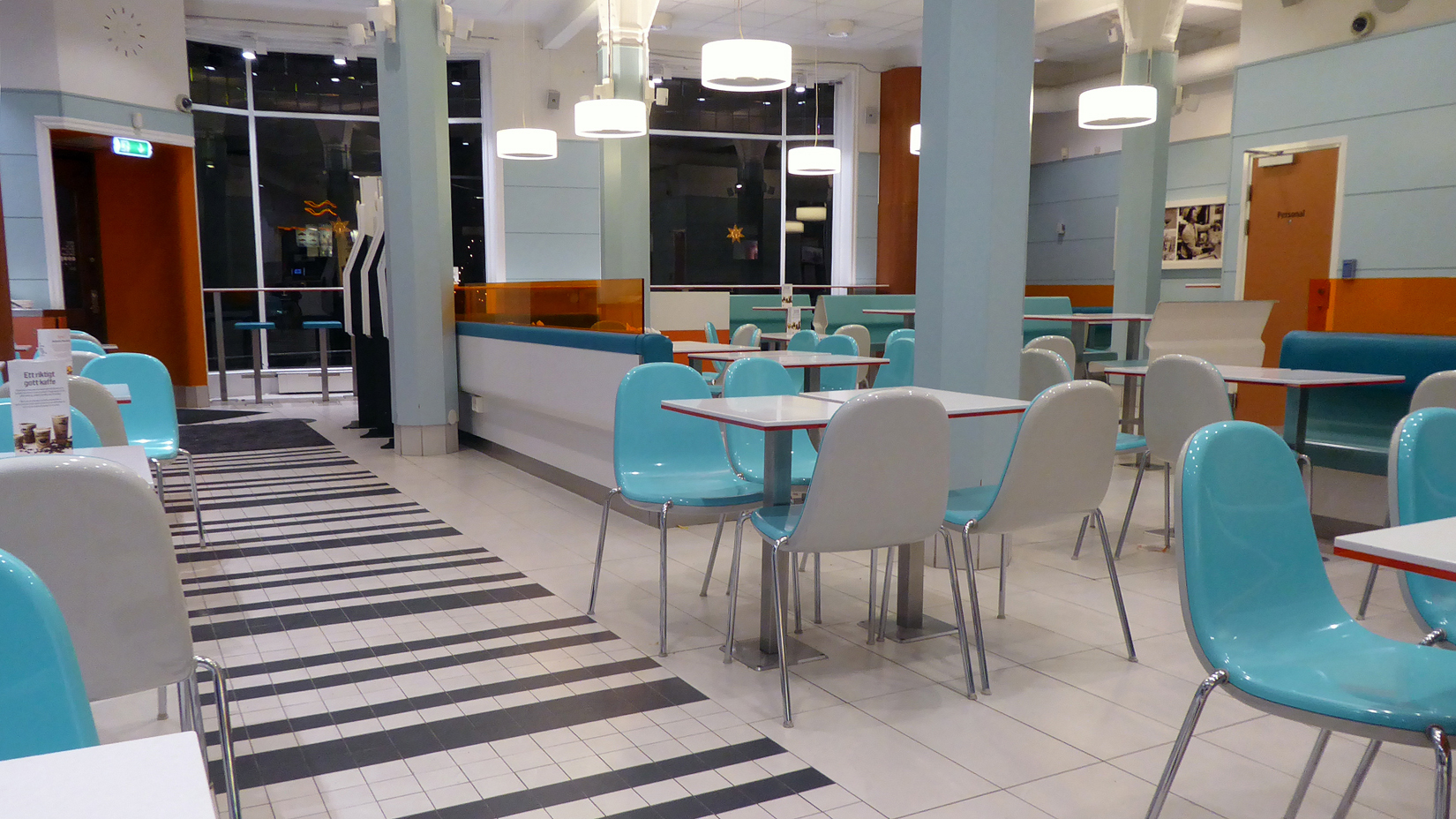
Snabbmatsrestaurang i centrala Ystad 2019.

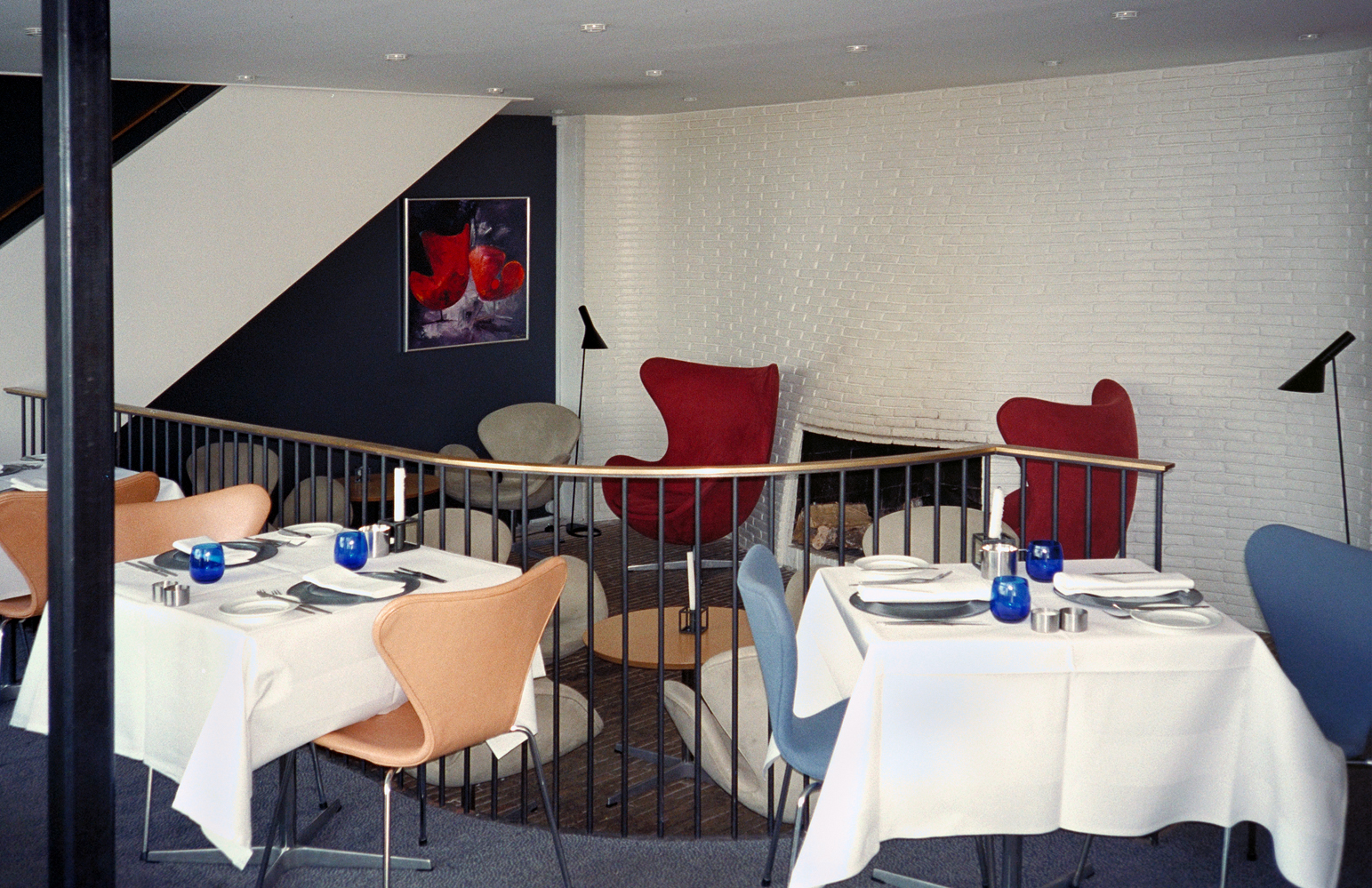
Restaurang Jacobsen i Klampenborg 2000.

Restaurang eller restaurant kommer av det franska restaurer, vederkvicka, vilket i sin tur kan härledas till latin restaurare, återuppbygga. Därav även svenska restaurera, försätta i ursprungligt skick.

## Historia
Det har varit möjligt under flera tusen år av människans historia att mot någon form av ersättning köpa måltider som lagats av någon annan.
Den moderna restaurangen uppkom i Frankrikes huvudstad Paris vid tiden för franska revolutionen i slutet av 1700-talet. Detta berodde bland annat på att adelns kockar blev arbetslösa då deras arbetsgivare flytt eller arresterats, men även på att köksredskap och tekniker förbättrades.  Intresset för gastronomi ökade och kockarna blev bättre utbildade. Av vikt för utvecklingen av den moderna restaurangnäringen var även att urbaniseringen tilltog och den mondäna och politiska världens behov av en offentlig scen att uppträda på. Det var under denna tid som den franska gastronomin, "la haute cuisine", utvecklades med förgrundsgestalter såsom Antoine Carême (1783-1833) och Auguste Escoffier (1846-1935).
Vid slutet av 1700-talet fanns i Paris något som kallas traiteurs, ”traktörer”, som serverade färdiglagad mat, och värdshus med ett ”table d'hôte” där gästerna fick ta för sig av värdens bord. Begreppet restaurant myntades 1765 då en soppförsäljare vid namn Boulanger stämdes av ett par traktörer för att bryta skråreglerna genom att ha sålt soppa med kokt kött i, en rättighet förbehållen traktörer. Boulanger friades, och fortsatte med sin försäljning av soppor, vilka han kallade för restaurants eller restauratives, vilket betyder ”vederkvickande”, eller "återställande". Därav uppkom även termen "restaurant" som beteckning för själva näringsstället.. Boulanger var också en föregångare med att servera måltider portionsvis på tallrikar istället för att var och en tog för sig från ”värdens bord”, vilket var ett steg mot modern restaurangkultur. Boulanger stod för en enkel form av restaurang, både vad gäller mat och lokal, medan den första ”riktiga” grand restaurangen ”La Grande Taverne de Londres” öppnades 1782 av Antoine de Beauvilliers, före detta kock åt greven av Provence, sedermera kung Ludvig XVIII. Det nya med Beauvilliers restaurang var att han serverade vid bestämda tider, vid individuella bord istället för långbord och att rätterna fanns förtecknade på en meny.
När restaurangerna spred sig utanför Frankrikes gränser förblev det franska ursprunget tydligt. Ofta var det även fransmän som drev dem, som till exempel Regis Cadier (1828-1890) som med framgång drev Hotell Rydberg i Stockholm och bidrog till ett nydanande av svenskt restaurangväsen.  I Sverige är gastronomins och restaurangnäringens språk fortfarande starkt influerat av franskan, ett fenomen kallat köksfranska, med termer allt ifrån "restaurang", "hotell", "meny", "buffé" och "café" till "kastrull", "servett", "sås", "glass", "sallad" "dessert" och "filet".

## Lagar
I många länder har myndigheterna överinseende över restaurangerna, så att de följer hälsoföreskrifter och regler kring hur alkohol och andra berusningsmedel säljs utifrån reglerna i landet i fråga. För alkoholservering krävs normalt utskänkningstillstånd.

## Bilder

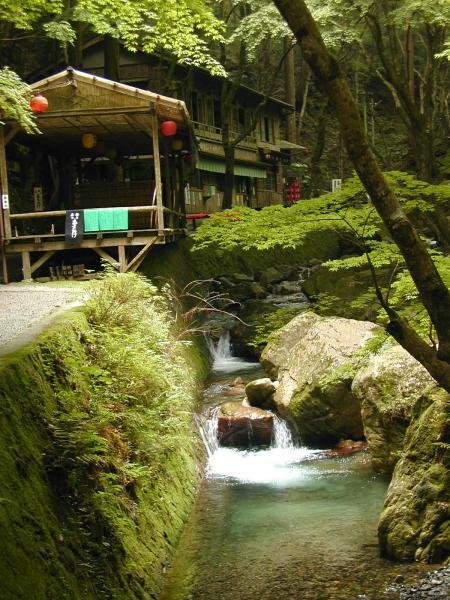
Hiyoshi Taisha restaurang, Japan.
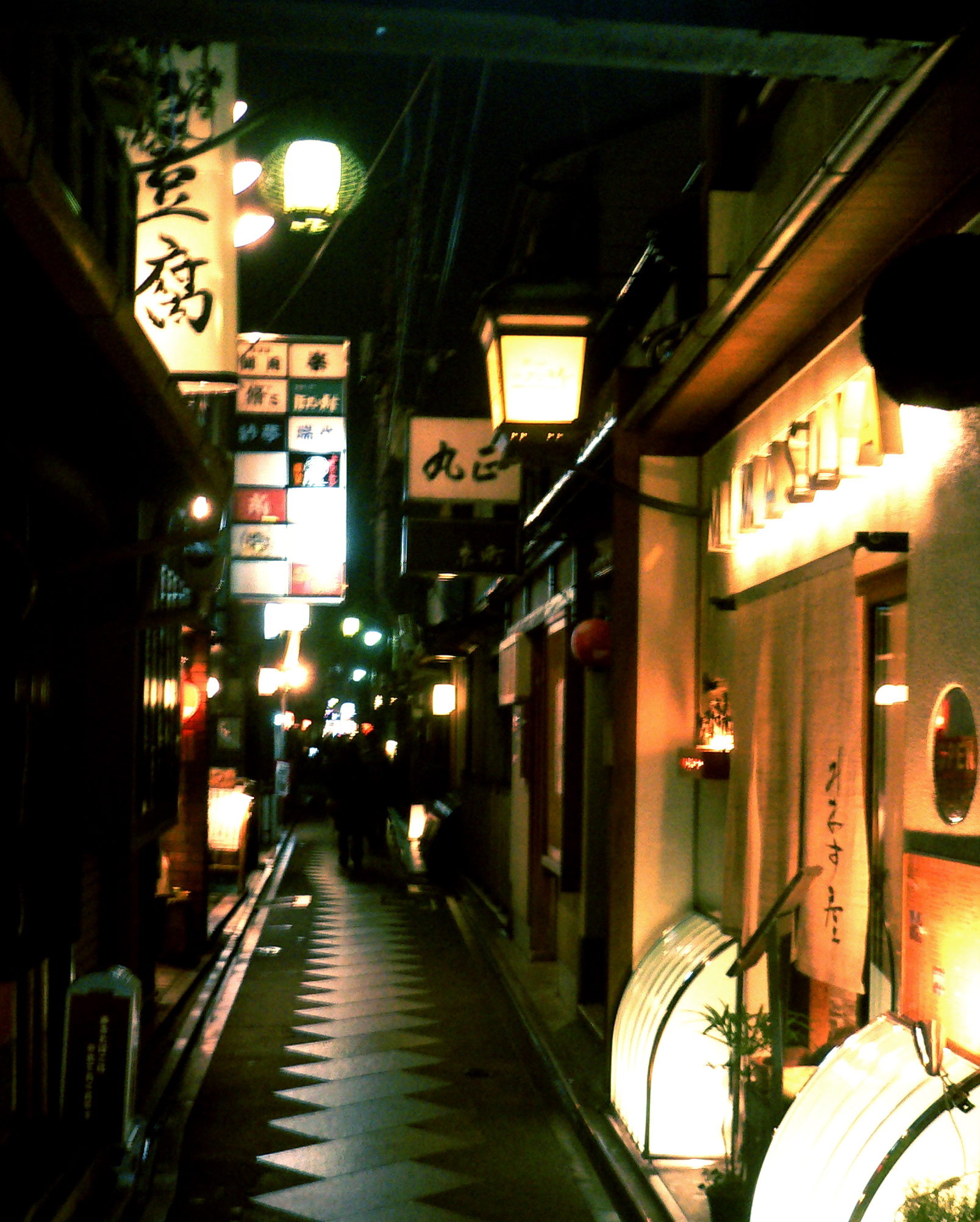
Pontocho kaiseki restaurang i Kyoto.
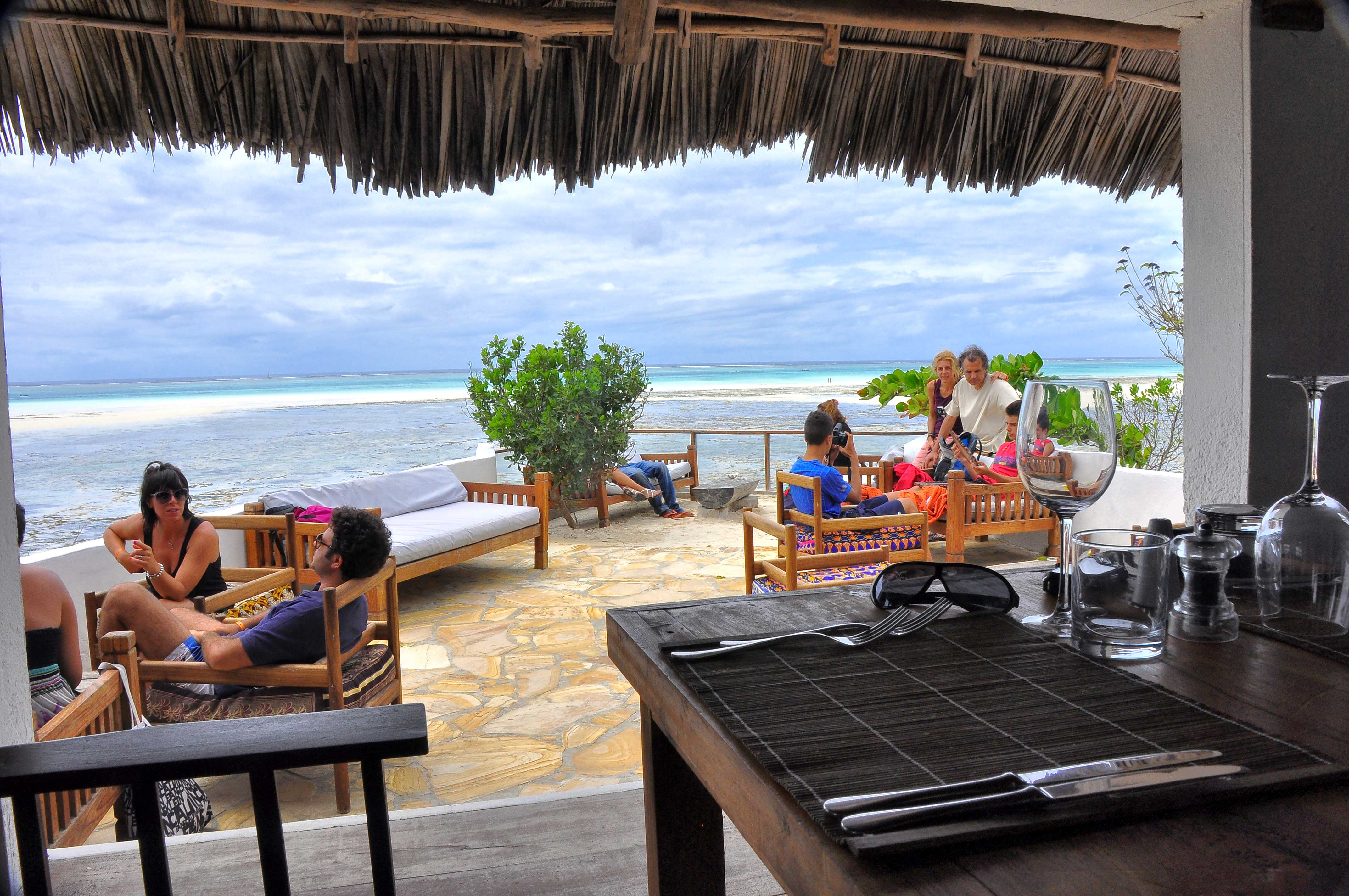
Restaurang i Zanzibar.
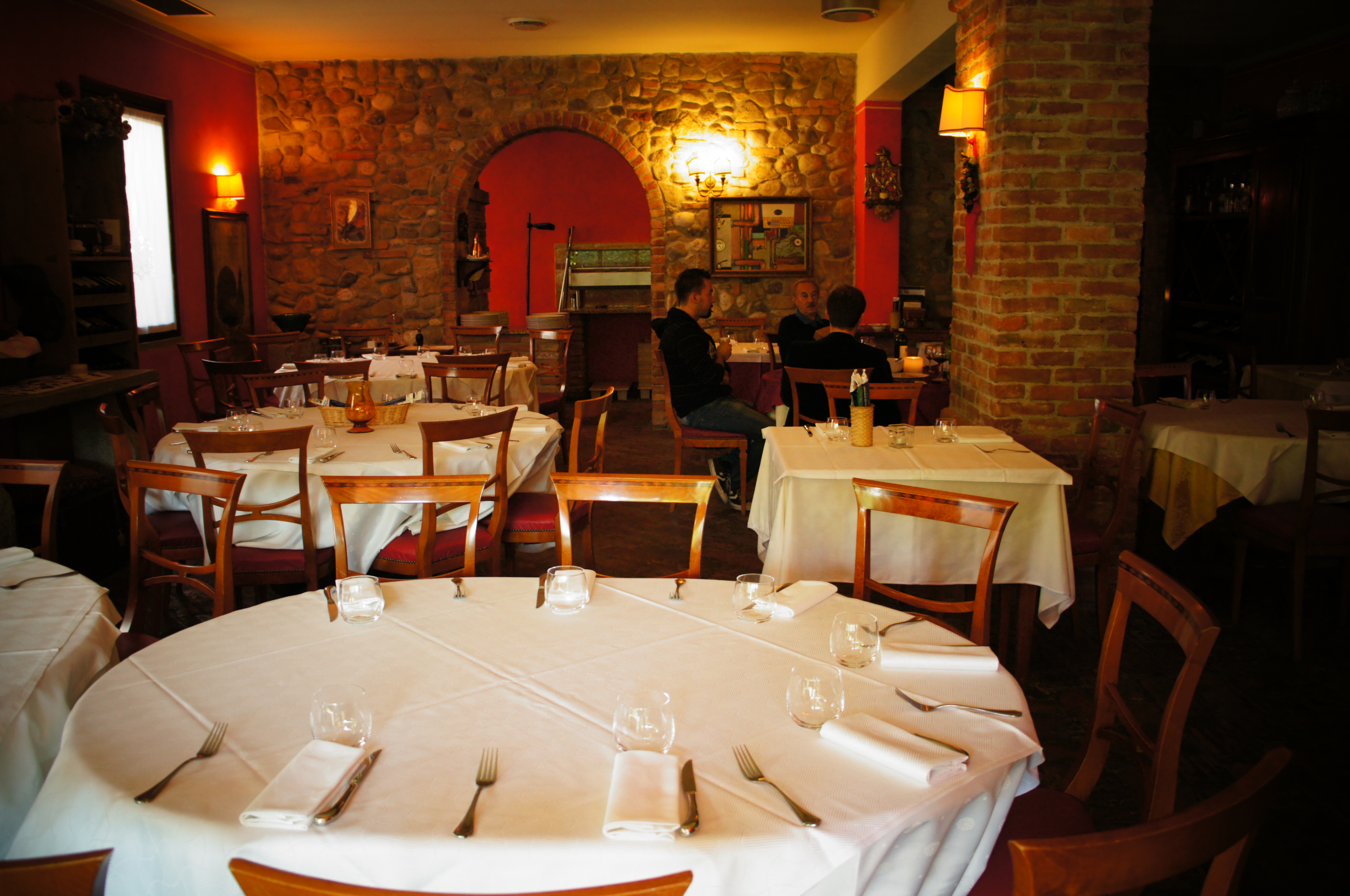
Italiensk restaurang, interiör.
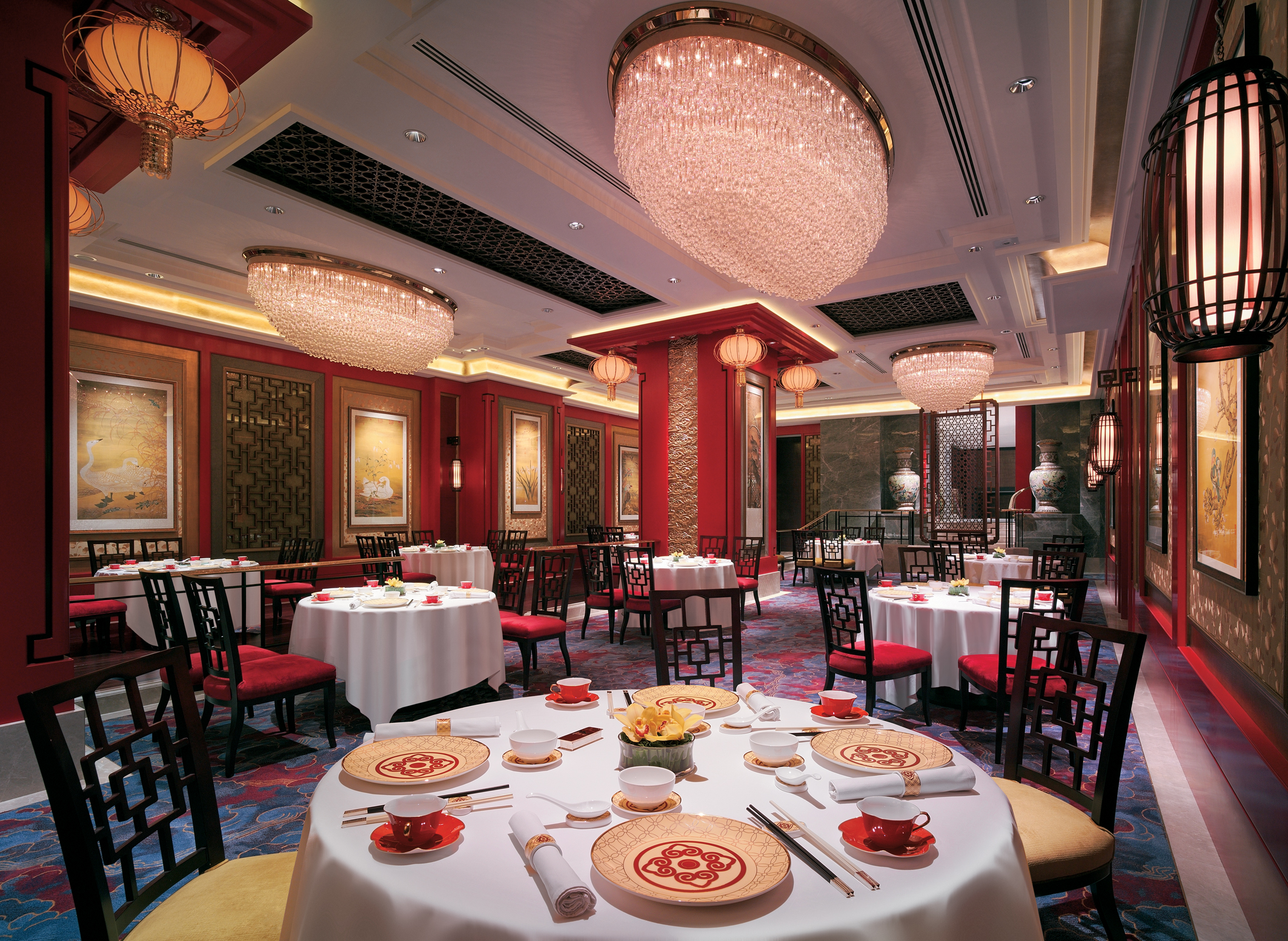
Kinesisk restaurang.
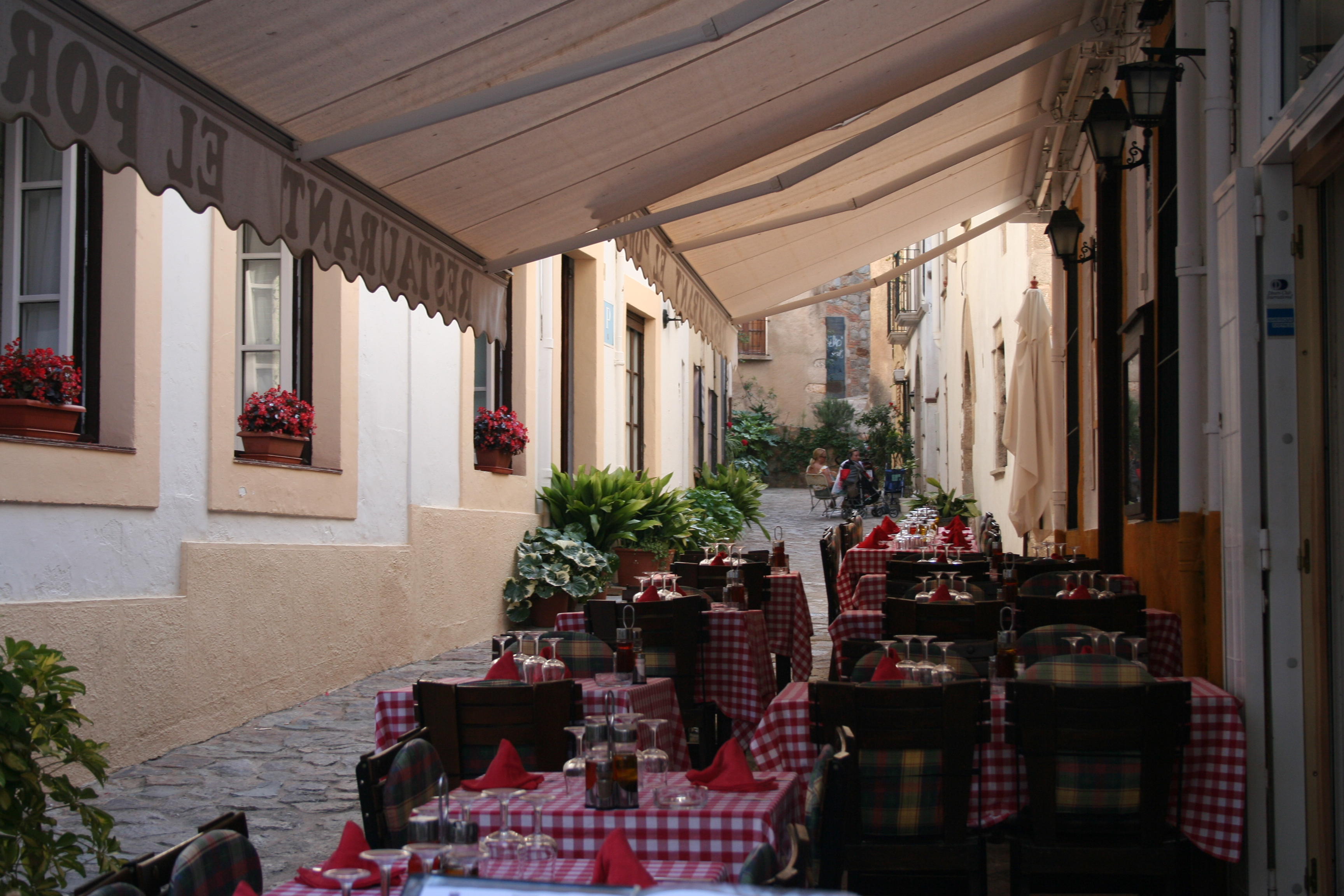
Spansk uteservering vid en restaurang.
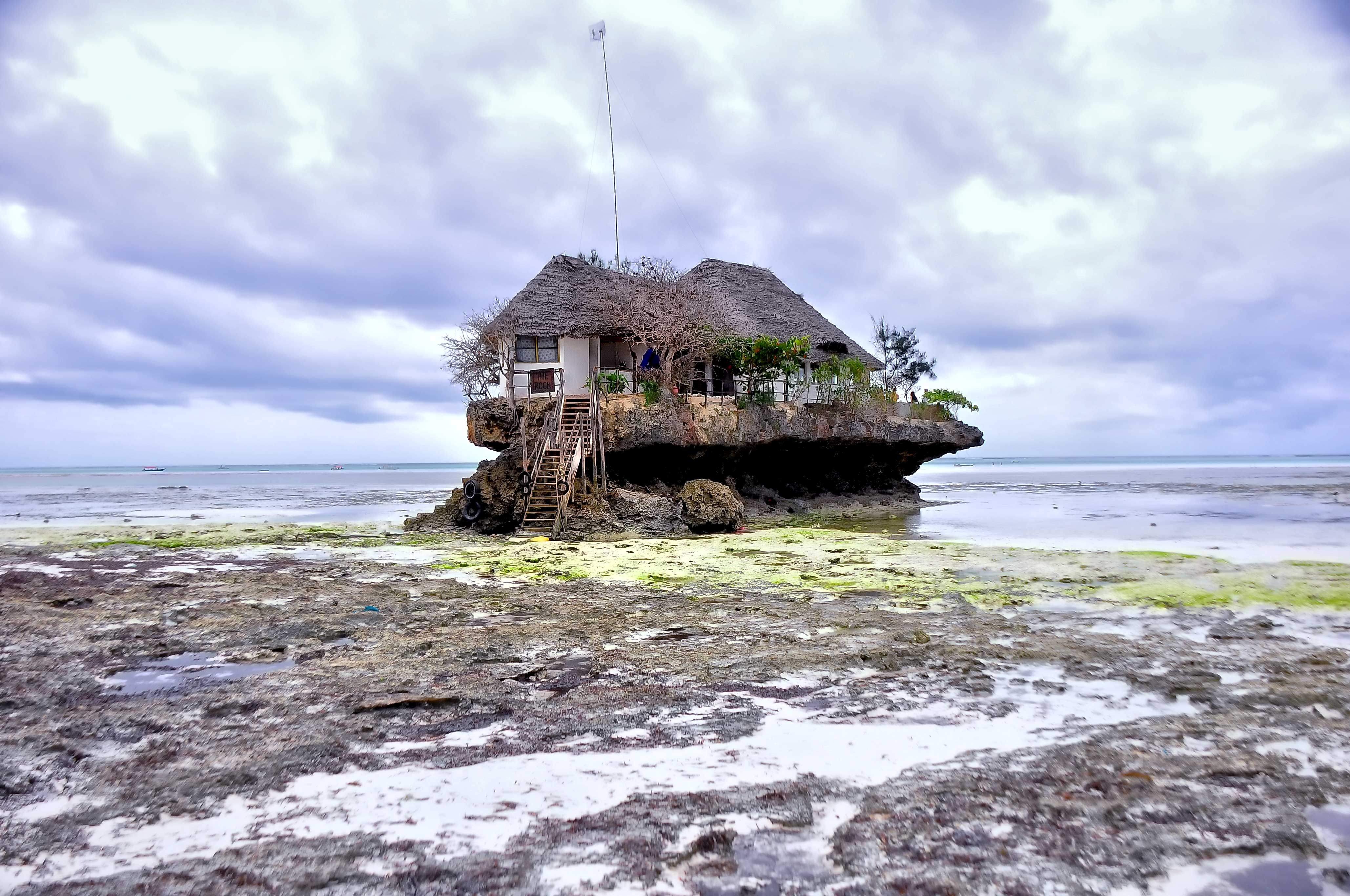
Restaurang i Zanzibar.
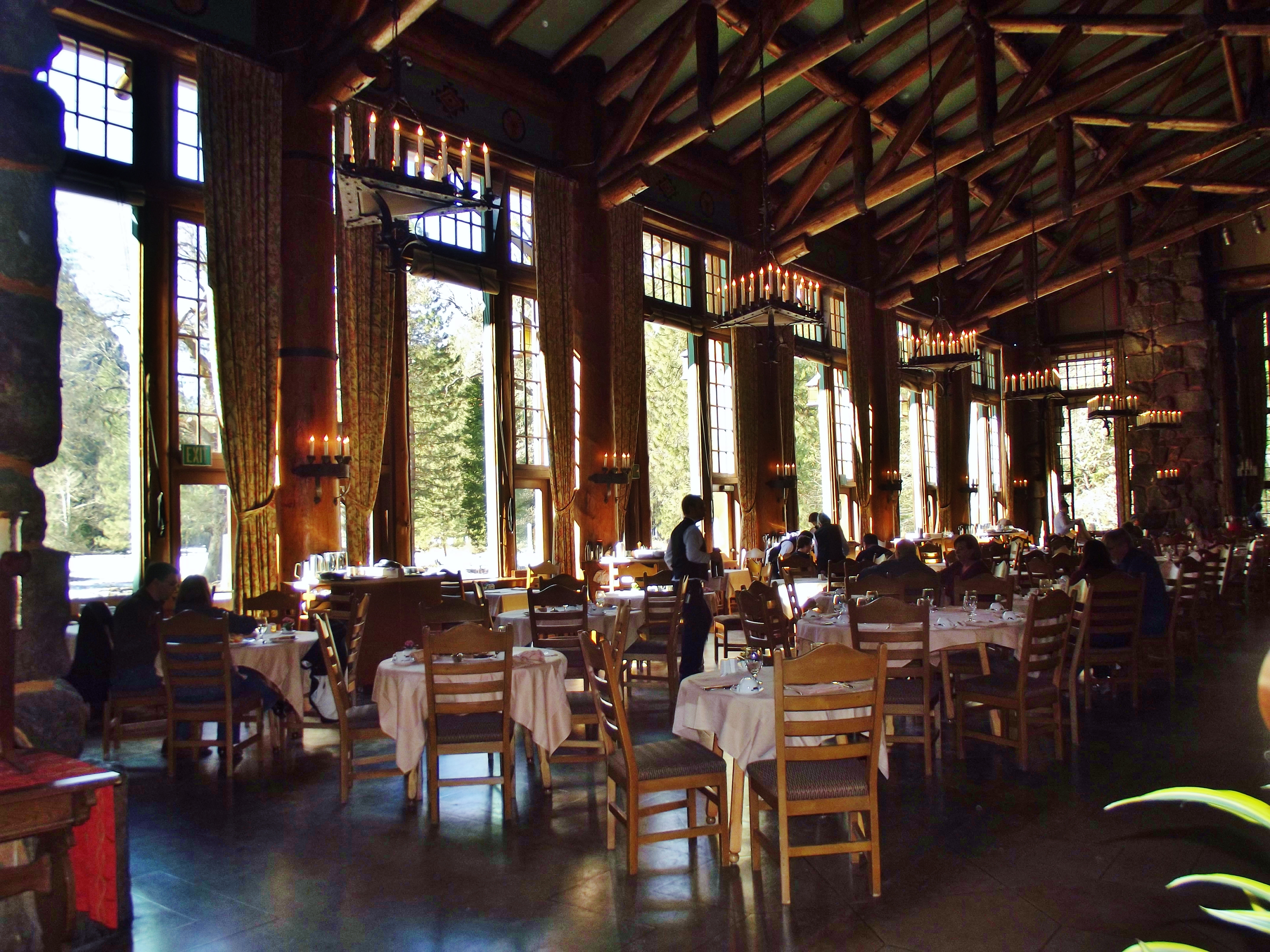
Hotellrestaurang i USA.
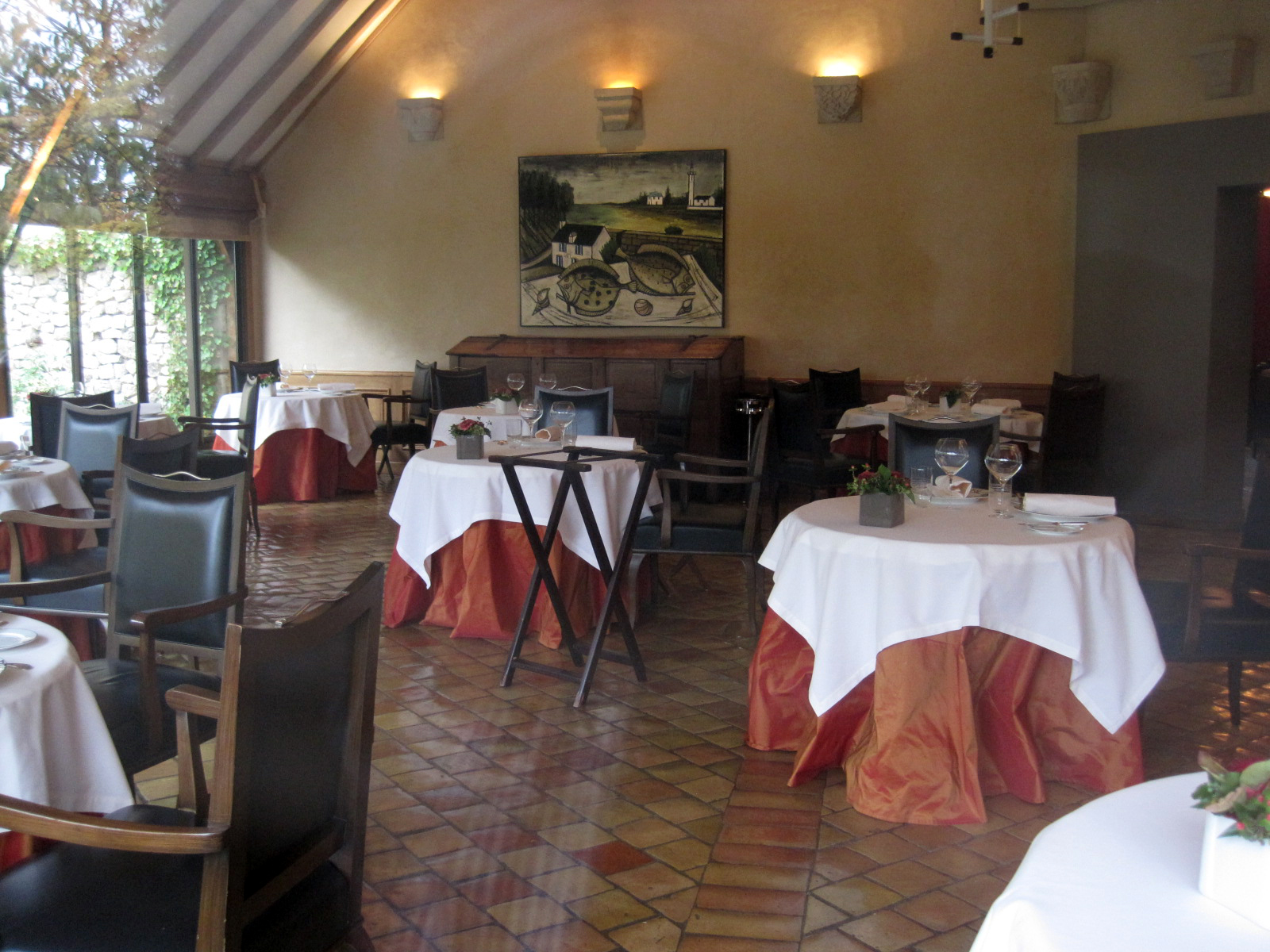
Fransk restaurang.
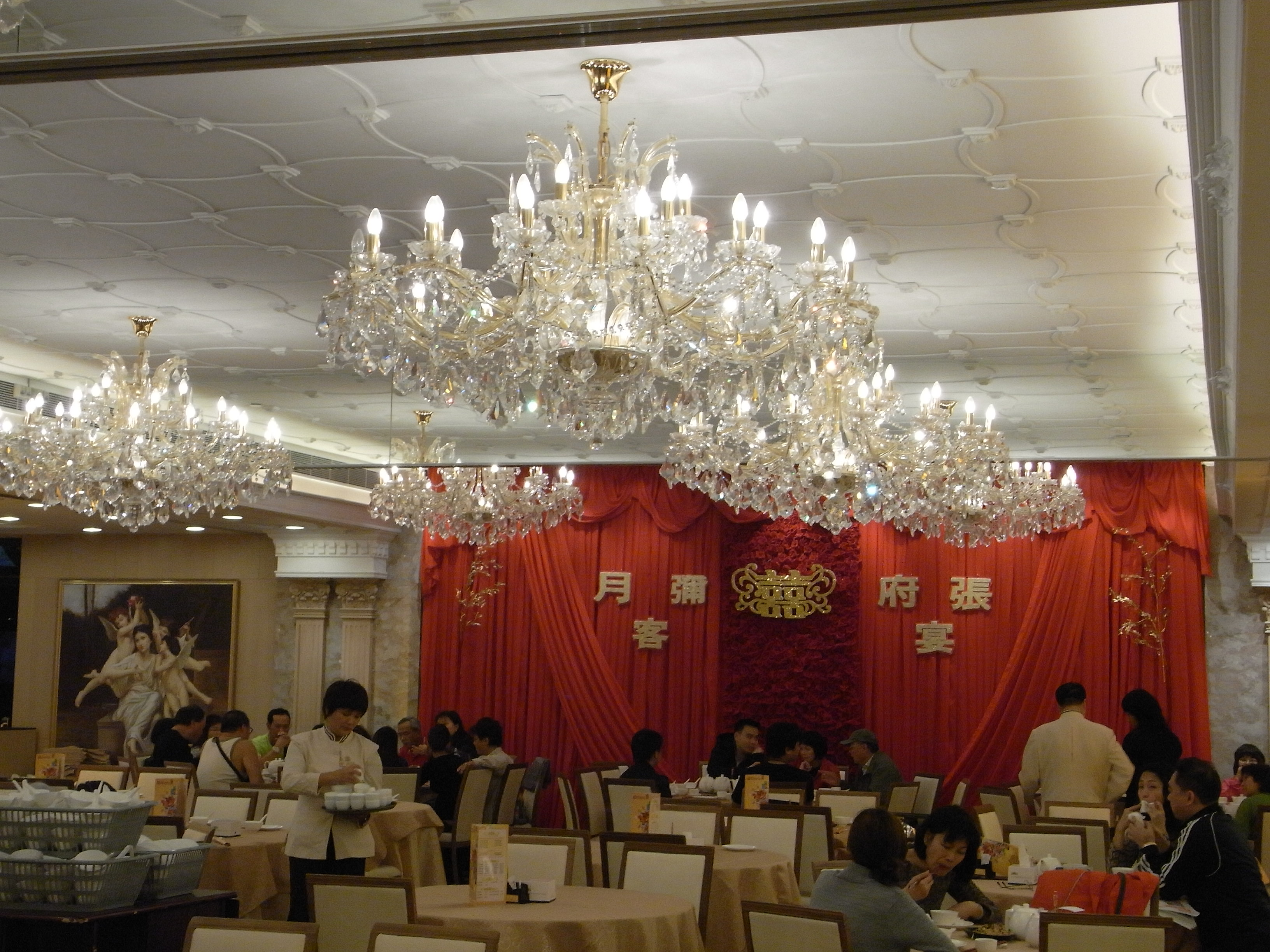
Kinesisk restaurang.
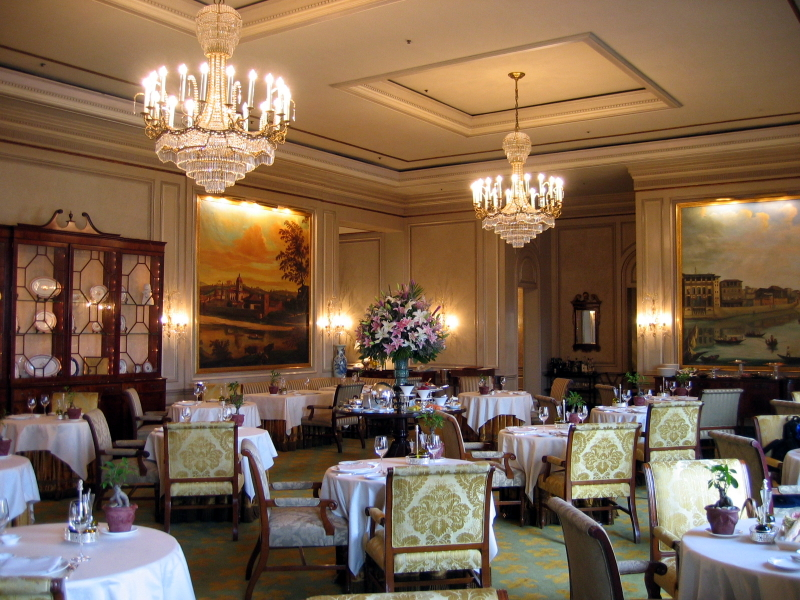
Restaurang på Ritz Hotel.
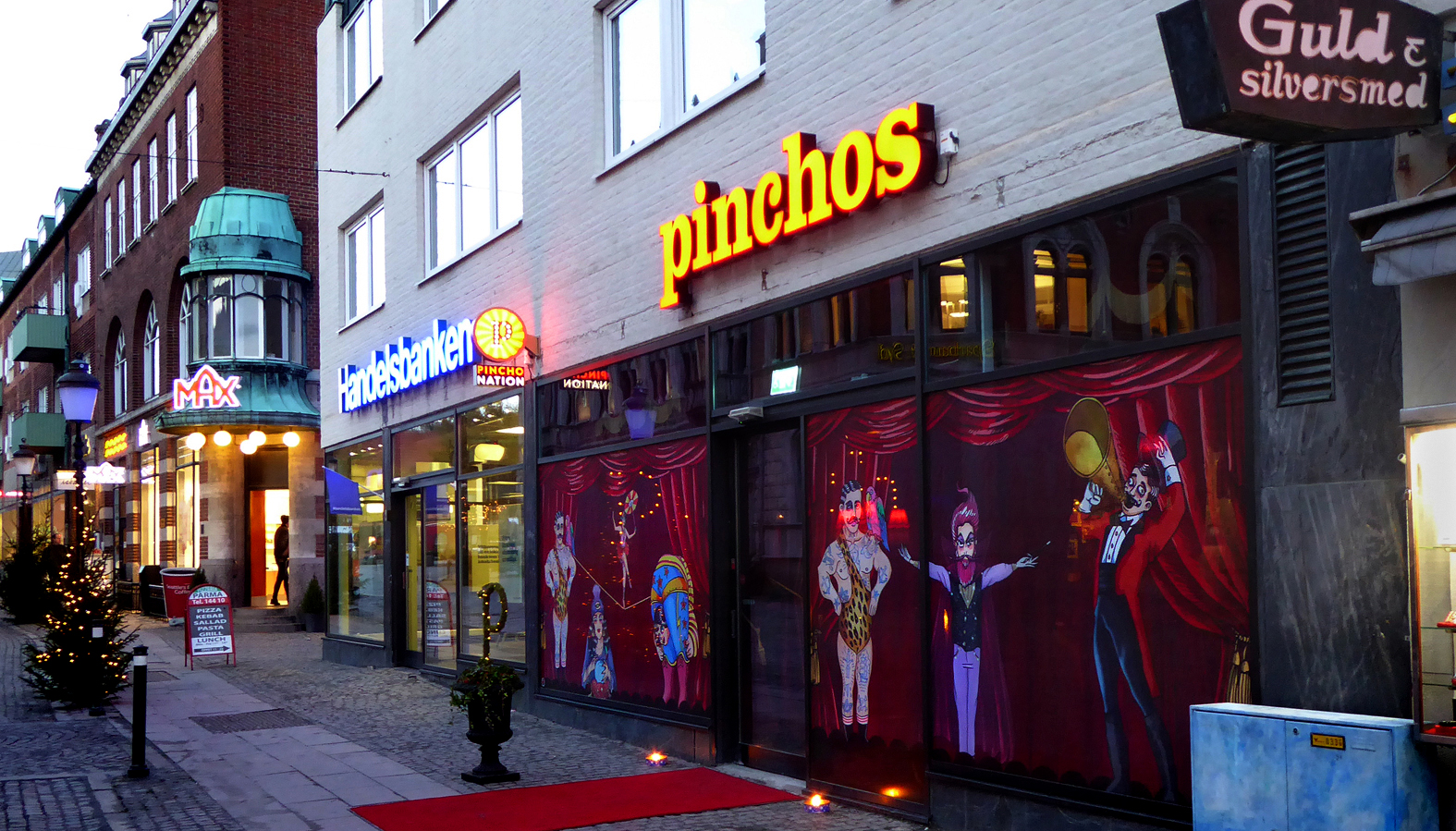
Pinchos restaurang på Hamngatan i Ystad 2017.